# Алеяй-II
Алеяй II (Alėjai II) — село в Расейняйському районі, знаходиться східніше від села Алеяй-I.
Згідно з переписом 2001 року в селі проживало 112 людей.

## Принагідно
- Alėjai II

| Литва | Це незавершена стаття з географії Литви. Ви можете допомогти проєкту, виправивши або дописавши її. |